# Тиликтино
Тиликтино — деревня в городском округе Клин Московской области России. Население — 500 чел. (2010).

## Население
| 1852 | 1859 | 1886 | 1890 | 1899 | 1926 | 2002 |
| ---- | ---- | ---- | ---- | ---- | ---- | ---- |
| 305  | ↗327 | ↗347 | ↗381 | ↘359 | ↗422 | ↗519 |
| 2006 | 2010 |      |      |      |      |      |
| ↘394 | ↗500 |      |      |      |      |      |

## География
Деревня Тиликтино расположена на северо-западе Московской области, в южной части городского округа Клин, примерно в 28 км к юго-западу от окружного центра — города Клина, у границы с городским округом Истра, на возвышенном суходоле, высота центра над уровнем моря — 223 м.
В деревне одна улица, зарегистрированы два садоводческих некоммерческих товарищества (СНТ). Связана автобусным сообщением с Клином и Новопетровским (маршруты № 24, 29, 41). Ближайшие населённые пункты — деревни Акатово в 1,5 км на север и Егорьевское в 2 км западнее.

## История
В середине XIX века деревня Тиликтина 1-го стана Клинского уезда Московской губернии принадлежала гвардии полковнику Фёдору Петровичу Глебову-Стрешневу, в деревне было 35 дворов, крестьян 158 душ мужского пола и 147 душ женского.
В «Списке населённых мест» 1862 года — владельческая деревня 1-го стана Клинского уезда по правую сторону Звенигородского тракта, в 25 верстах от уездного города и 2 верстах от становой квартиры, при колодцах, с 41 двором и 327 жителями (166 мужчин, 161 женщина).
В 1886 году деревня входила в состав Спас-Нудольской волости Клинского уезда, насчитывалось 57 дворов, проживало 347 человек, работала спичечная фабрика.
В 1899 году в деревне 359 жителей.
По данным на 1911 год число дворов составляло 94, в деревне были Александро-Невский женский монастырь, две чайные лавки и мельница.
По материалам Всесоюзной переписи населения 1926 года — административный центр Тиликтинского сельсовета Спас-Нудольской волости Клинского уезда в 12,8 км от Пятницкого шоссе и 18,1 км от станции Румянцево Октябрьской железной дороги; проживало 422 человека (188 мужчин, 234 женщины), насчитывалось 88 хозяйств, из которых 86 крестьянских.
С 1929 года является населённым пунктом Московской области в составе Тиликтинского сельсовета Новопетровского района (1929—1959), Тиликтинского сельсовета Рузского района (1959), Нудольского сельсовета Рузского района (1959), Нудольского сельсовета Клинского района (1959—1963, 1965—1994), Нудольского сельсовета Солнечногорского укрупнённого сельского района (1963—1965), Нудольского сельского округа Клинского района (1994—200?), Нарынковского сельского округа (200?—2006), сельского поселения Нудольское Клинского района (административный центр, 2006—2017), городского округа Клин (с 2017).

## Достопримечательности
В 2008—2010 годах на территории центра социальной геронтологии «Чайковский» РГСУ была построена церковь Пантелеимона Целителя — небольшой деревянный храм, в архитектурном плане представляющий собой прямоугольный сруб под двускатной кровлей, завершённый малым восьмериком с шатром, с пятигранным алтарём и открытыми галереями.

## Уроженцы
- Софронов Алексей Иванович (1859—1925) — слуга и друг П. И. Чайковского, создатель его Дома-музея в Клину.